# المان، ان
اَلمان (به فرانسوی: Allemant, Aisne) یک کمون در فرانسه است که در پیکاردی واقع شده‌است.

## خصوصیات
المان ۵٫۱۳ کیلومترمربع مساحت و ۱۸۰ نفر جمعیت دارد و ۱۰۰ متر بالاتر از سطح دریا واقع شده‌است.